# Otl Aicher
Otl Aicher, né Otto Aicher né à Ulm, le 13 mai 1922 et mort à Rotis, un quartier de Leutkirch im Allgäu le 1er septembre 1991, est un designer graphiste allemand et représentant majeur du design de l'après-guerre.

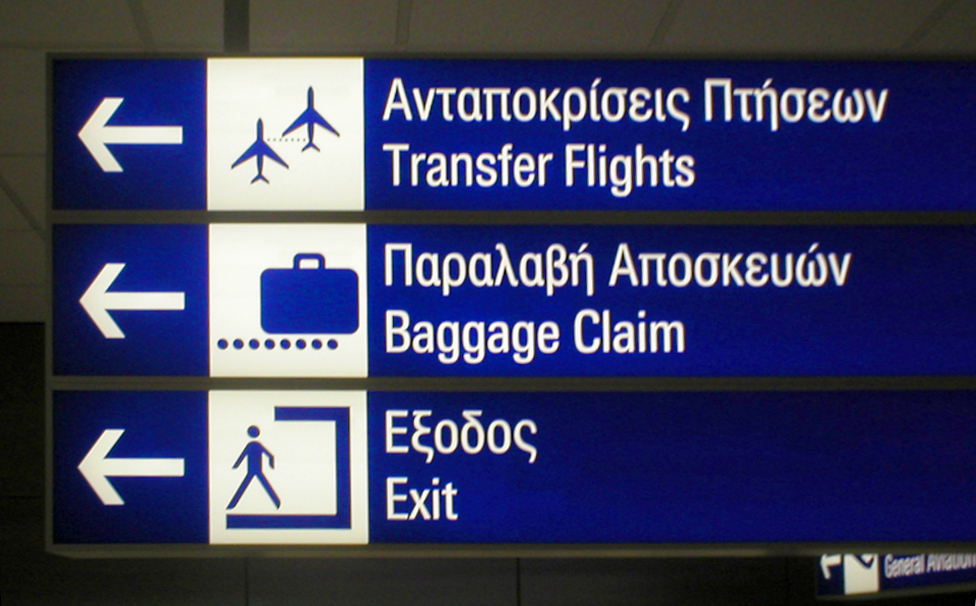
Pictogrammes conçus par Otl Aicher pour les JO de Munich, utilisés à l'aéroport d'Athènes.

## Biographie
Otl Aicher est issu d'un milieu critique vis-à-vis de la doctrine nationale-socialiste. Il est le camarade de classe de Werner Scholl et, par l'intermédiaire de ce dernier, entre en contact, à partir de l'automne 1939, avec ses frère et sœur, Hans et Sophie Scholl, avec lesquels une amitié se noue. Pour leur appartenance au mouvement de résistance La Rose blanche, Hans et Sophie sont arrêtés le 18 février 1943 ; jugés et condamnés à mort lors d'un procès éclair le 22 février 1943, ils sont guillotinés le jour même.
Jeune catholique déterminé, Otl Aicher est, comme la famille Scholl, opposé au mouvement nazi.
En raison de son refus d'adhérer aux Jeunesses hitlériennes, il est arrêté en 1937 et, en conséquence, n'obtient pas son Abitur en 1941 puis est enrôlé dans l'armée allemande afin de combattre durant la Seconde Guerre mondiale.
Il tente à plusieurs reprises de quitter l'armée et, au début de 1945, il déserte et se cache dans la maison de la famille Scholl à Wutach.
De 1946 à 1947, il étudie la sculpture à l'Akademie der Bildenden Künste de Munich et, en 1948, ouvre sa propre agence à Ulm.
Dès 1949, avec Max Bill et Inge Scholl, sœur de Hans et Sophie, qu'il épouse en 1952, le projet de création de la fondation de l'École supérieure de la forme est activé et la pose de la première pierre a lieu en 1953. Figure emblématique de cette école, Otl Aicher y est professeur de communication visuelle en 1954, membre du conseil des recteurs en 1956 après le départ de Max Bill, puis recteur de 1962 à 1964.
En 1958, il est professeur invité à l'université Yale.
De 1967 à 1972, mandaté par le comité d'organisation des Jeux olympiques pour la réalisation du programme de communication visuelle des Jeux de Munich, il conçoit les célèbres pictogrammes universellement utilisés depuis ainsi que la mascotte de ces Jeux, un teckel nommé Waldi.

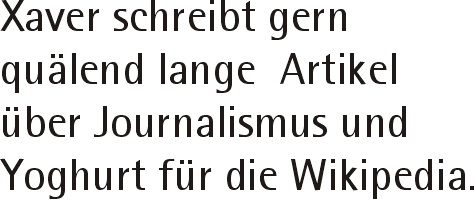
Fonte de caractères Rotis sans-serif.

En 1984, il fonde à Rotis, ville dans l'Allgäu où il a emménagé (aujourd'hui un des quartiers de Leutkirch im Allgäu), le Rotis Institut für analoge Studien où il développe, en 1988, la fonte de caractères Rotis.
Otl Aicher a été un collaborateur important au sein de la revue Arch+ (de).
Le 1er septembre 1991, alors qu'il jardine devant sa maison, il est heurté par une motocyclette et il décède des suites de cet accident.

## Œuvres
Ses travaux les plus connus, outre les pictogrammes, sont les identités visuelles qu'il développe pour les sociétés allemandes et suisses telles Deutsche Lufthansa, l'aéroport de Francfort, Braun, FSB (garnitures pour portes et fenêtres), ZDF, ERCO Leuchten (de) (luminaires), Durst Phototechnik (photographie numérique), Westdeutsche Landesbank, Dresdner Bank, Sparkasse, Raiffeisen, Bayerische Rück (réassurance), Bulthaup Küchen (construction), Siedler Verlag (Éditions).
Précurseur du concept de la communication visuelle, il est aussi l'un des pionniers de l'identité visuelle avec une conception complète allant de l'uniforme jusqu'au billet d'entrée initiée aux Jeux olympiques d'été de 1972 et qu'il a également transposée pour la Deutsche Lufthansa.
Par sa recherche graphique et typographique empreinte d'une extrême rigueur, il se rattache aux designers majeurs du Style international ou Style suisse que sont Josef Müller-Brockmann et Armin Hofmann.

## Honneurs
Au cours de l'été 2006, la conférence scolaire et le conseil municipal de Leutkirch im Allgäu ont décidé de baptiser le collège de la ville collège Otl-Aicher.

## Prix
- 1954 : prix d'honneur à la Xe Triennale de Milan
- 1955 : prix des meilleures affiches de la RFA
- 1958 : 1er prix de typographie d'Innsbruck

## Publications
- (de) Das Allgäu bei Isny, 1981 (avec Katharina Adler)
- (de) Gehen in der wüste, S. Fischer, 1982
- (de) Die Küche zum Kochen - Das Ende einer Architekturdoktrin, Callwey, 1982 / Ernst & Sohn, 1994
- (de) Kritik am Auto - Schwierige Verteidigung des Autos gegen seine Anbeter, Callwey, 1984
- (de) Innenseiten des krieges, S. Fischer, 1985
- (de) Wilhelm von Ockham - Das Risiko modern zu denken, Callwey, 1986 (avec Gabriele Greindl, Wilhelm Vossenkuhl)
- (de) Greifen und Griffe, Verlag der Buchhandlung Werner König, 1987 (avec Robert Kuhn)
- (de) Türklinken - Workshop in Brakel, Verlag der Buchhandlung Werner König, 1988 (avec Jürgen W. Braun, Siegfried Gronert)
- (de) Typographie, Ernst & Sohn, Edition Druckhaus Maack, 1988
- (de) Johannes Ponte, Brakel - Design der 50er Jahre, Verlag der Buchhandlung Werner König, 1989 (avec Jürgen W. Braun, Siegfried Gronert, Robert Kuhn, Dieter Rams, Rudolf Schönwandt)
- (de) Zugänge - Ausgänge, Verlag der Buchhandlung Werner König, 1990 (avec Jürgen Becker, Wolfgang Pehnt)
- (de) Analog und digital, Ernst & Sohn, 1991
- (de) Die welt als entwurf, Ernst & Sohn, 1991
- (de) Schreiben und widersprechen, Janus Press, 1993
- (de) Zeichensysteme der visuellen Kommunikation - Handbuch für für Designer, Architekten, Planer, Organisatoren, Ernst & Sohn, 1996 (avec Martin Krampen)
- Le Monde comme projet, éditions B42, Paris, 2015